# Hibiscus pedunculatus
Hibiscus pedunculatus är en malvaväxtart som beskrevs av Carl von Linné d.y.. Hibiscus pedunculatus ingår i Hibiskussläktet som ingår i familjen malvaväxter. Inga underarter finns listade i Catalogue of Life.

## Bildgalleri

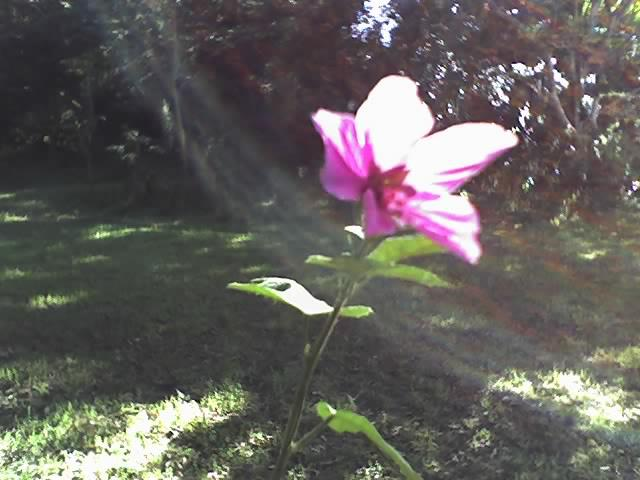
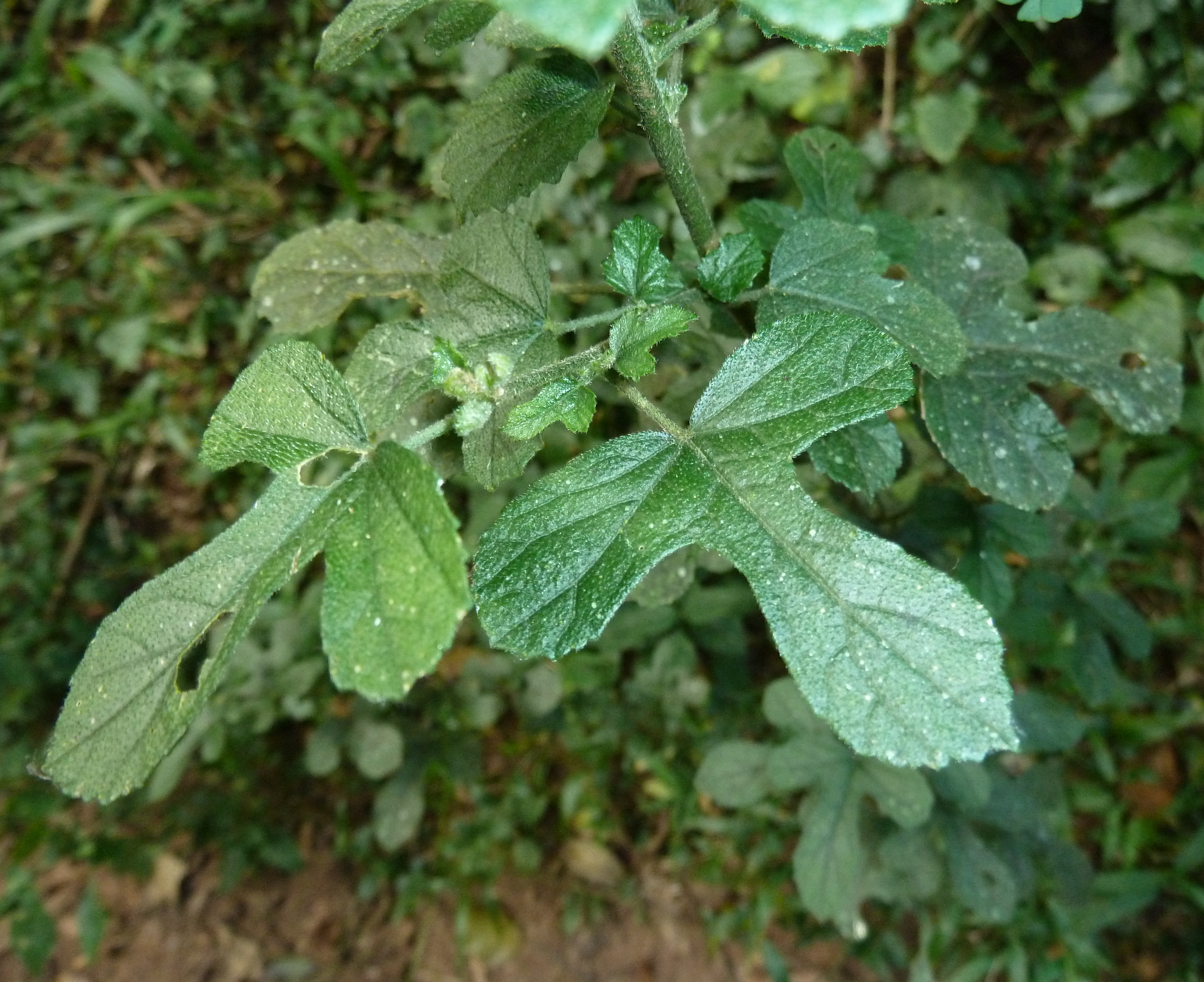
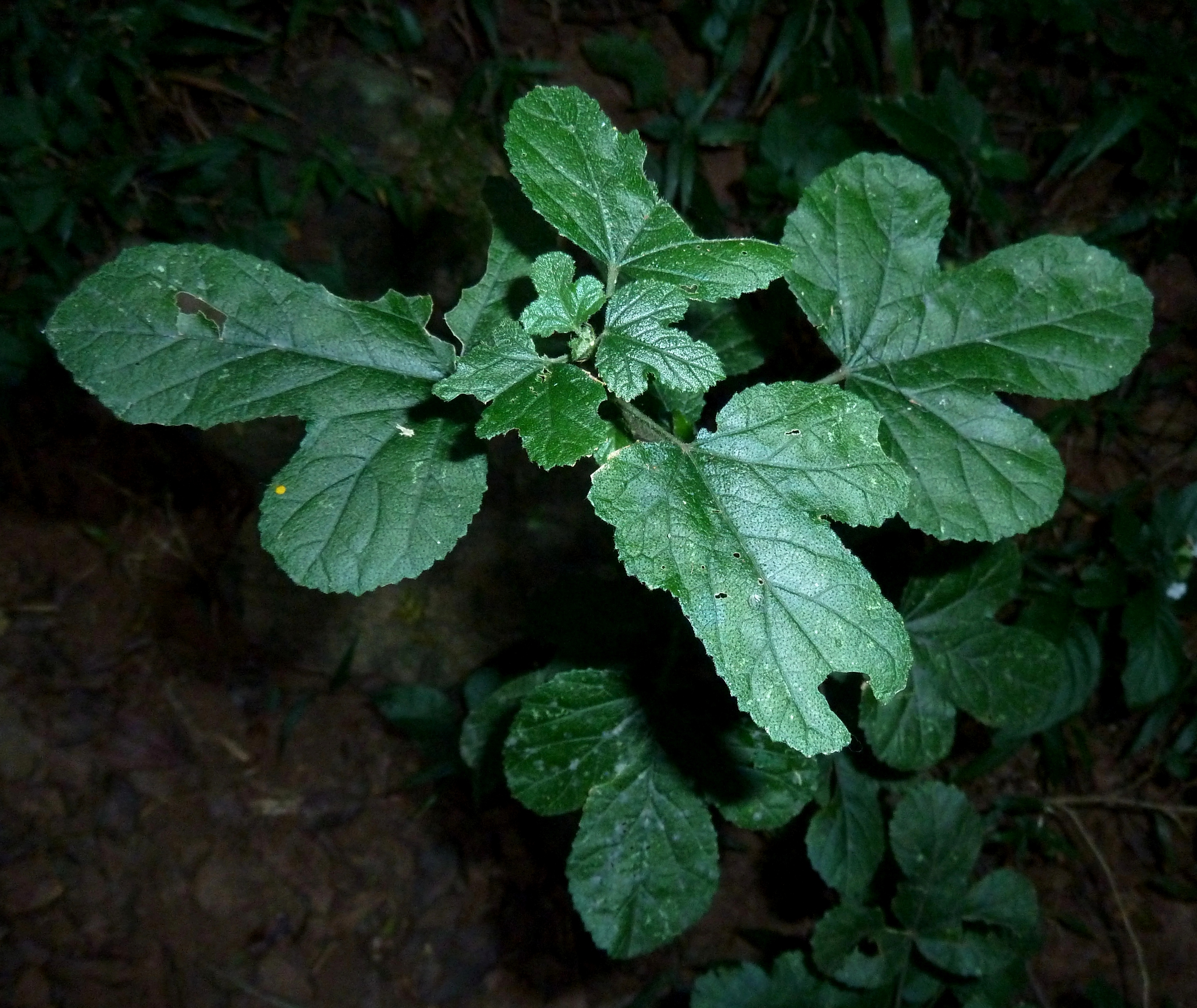
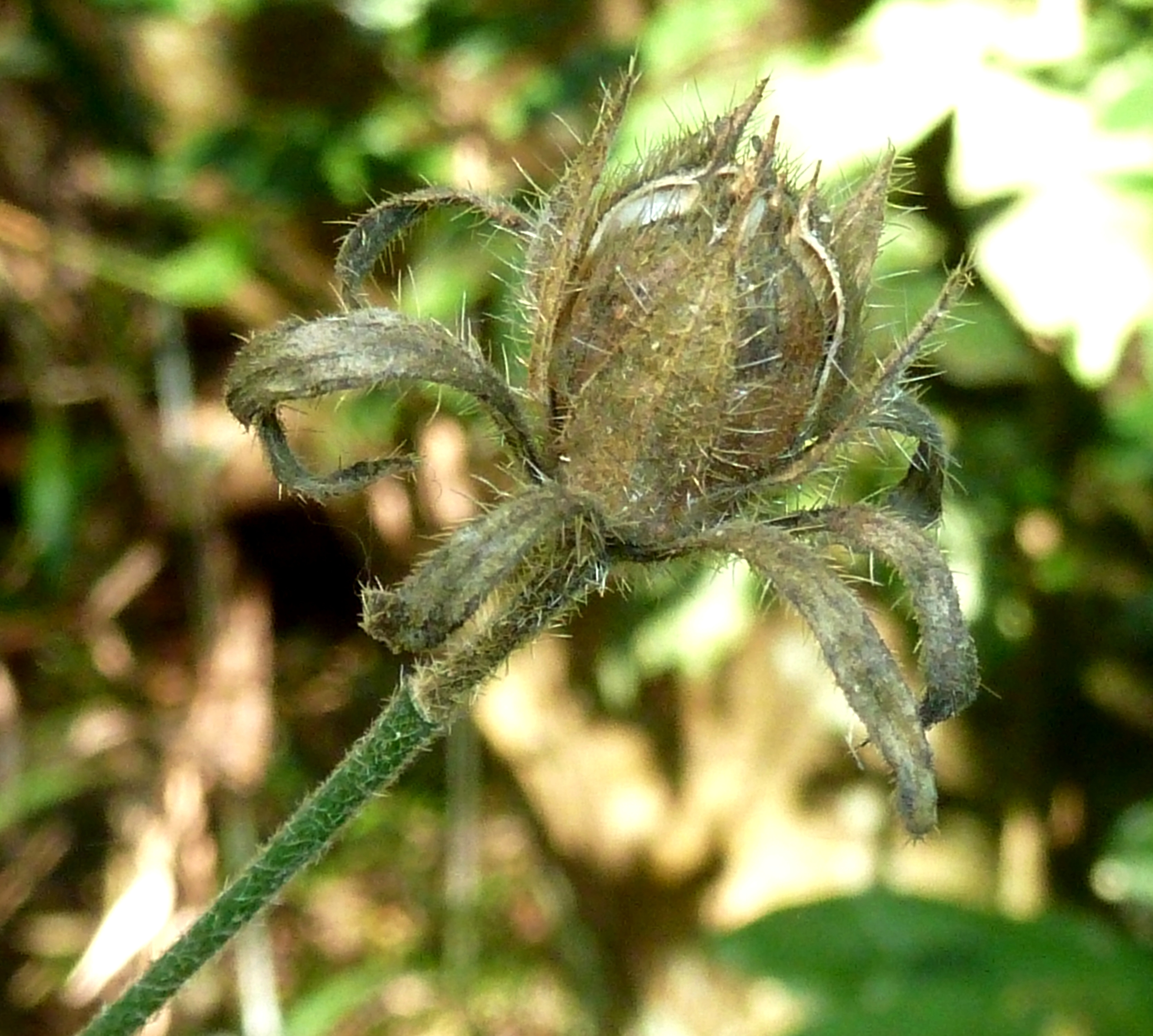
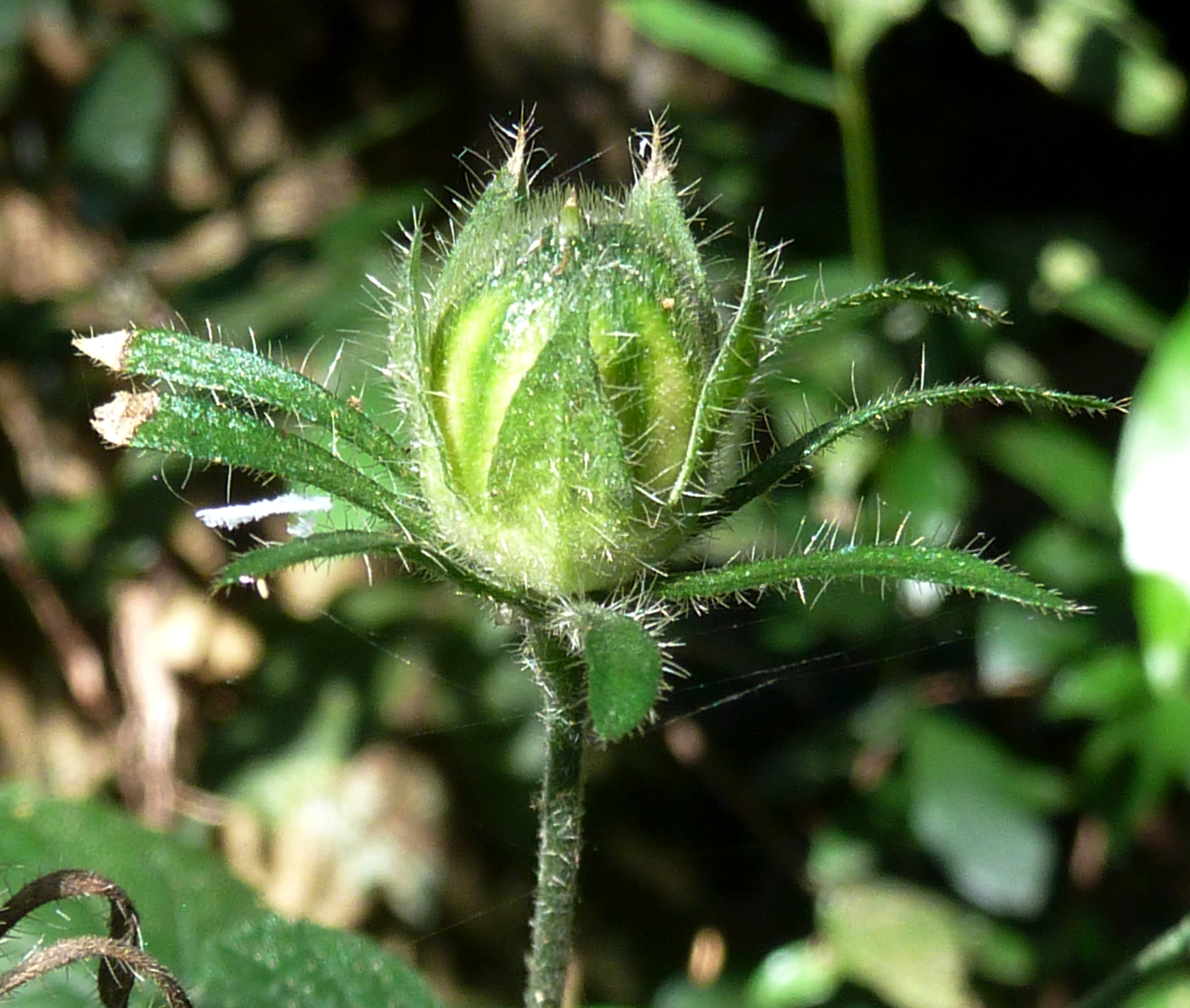
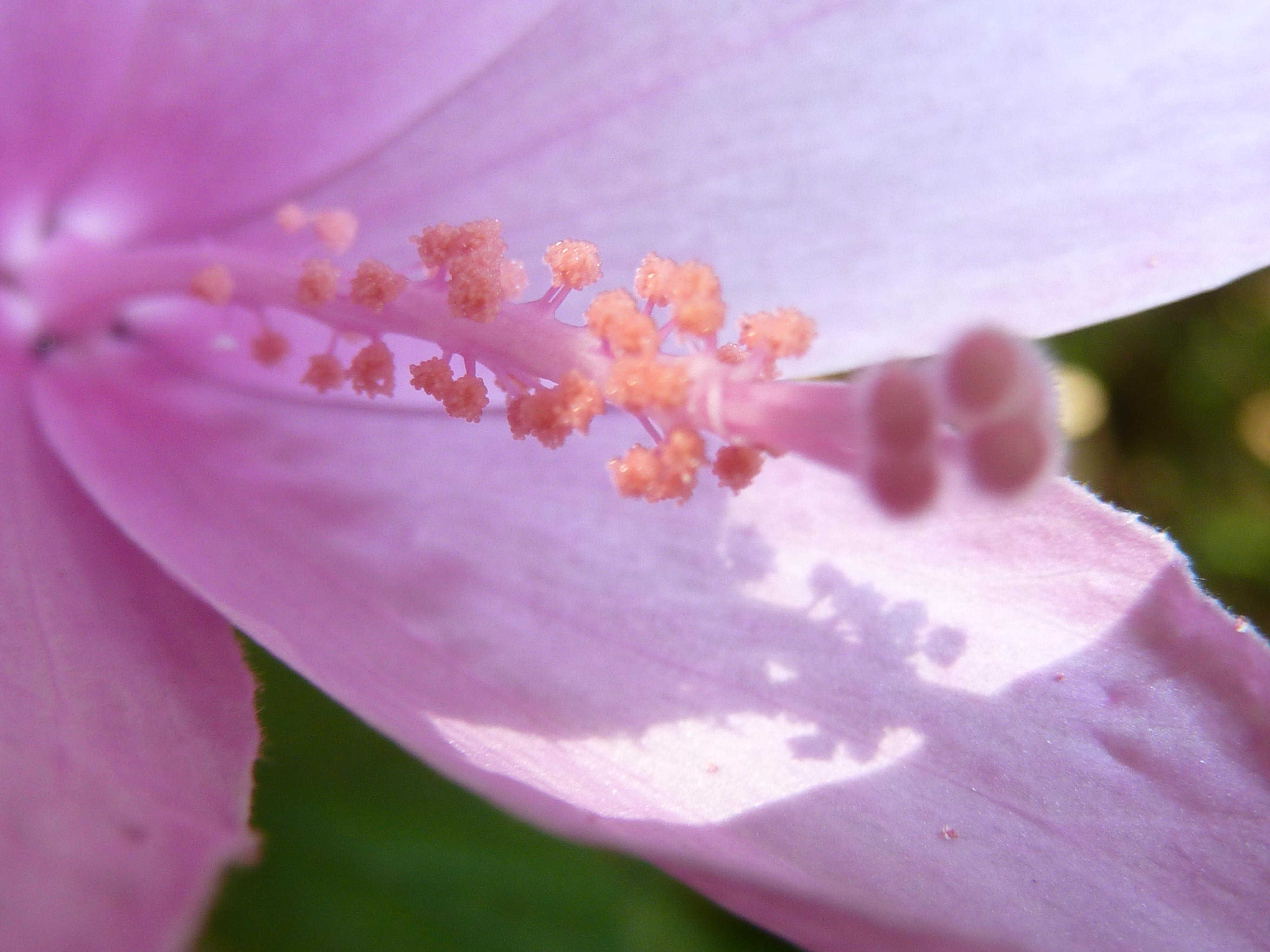